# Франческо I Сфорца
Франческо Сфорца (на италиански: Francesco Sforza; * 23/24 юли 1401, Сан Миниато, Провинция Пиза; † 6 или 8 март 1466, Милано, Миланско херцогство) е 4-ти херцог на Милано като Франческо I Сфорца от 25 март 1450 г. до смъртта си, родоначалник на фамилията Сфорца.
Ценен кондотиер на дружина авантюристи, години наред воюва в служба на различни италиански държави, от Неаполитанското кралство до Папската държава, за да стигне най-накрая до двора на Миланския херцог Филипо Мария Висконти. По време на 20-годишната си служба при него Сфорца трябва да се справя с интригите на самия херцог, завиждащ и подозрителен към популярността и военните умения на своя кондотиер.
През 1441 г. Франческо се жени за дъщерята на херцога Бианка Мария Висконти, като става де факто наследник на миланския владетел. Въпреки това след смъртта на Филипо Мария през 1447 г. Милано възстава, провъзгласявайки Амвросианската република, която обаче е обречена постепенно на отслабване поради политическото и военното влияние, което самият Сфорца упражнява над миланския народ.
След като се издига до ранга на херцог през 1450 г. и е легитимиран пред миланците като съпруг на последната представителка на Висконти, Франческо Сфорца е главният архитект на Мира в Лоди от 9 април 1454 г. между Италианските държави и на политическото, икономическото и художественото възраждане на Миланското херцогство след десетилетия нестабилност, печелейки уважението и възхищението на своите съвременници и на Николо Макиавели.
Франческо и Бианка Мария, които стават господари на Милано, се посвещават на подобряването на града, на повишаването на икономическото благосъстояние на жителите му и на затвърждаване на крехката им власт.
Той се отличава като кондотиер и е считан за един от най-добрите от съвременниците си.
Франческо Сфорца се появява като второстепенен герой в италианско-британския телевизионен сериал „Медичите“ (2016 – 2019 г.), където в ролята му е Антъни Хауъл.

## Произход
Той е извънбрачен син на кондотиера Джакомо Атендоло (нар. Муцио и впоследствие Сфорца) (* 1369, † 1424) и на метресата му Лучия Терцани от Торджано (* 1380, † 1461). Има четири братя и три сестри:
- Елиза (* 1402, † 1476), съпруга на Леонето Сансеверино от господарите на Каяцо
- Алберико (* 1403, † 1423)
- Антония (* 1404, † 1471), съпруга на Ардицоне да Карара от господарите на Падуа, господар на Асколи Пичено, Чивитела дел Тронто и Офида, и на Манфредо да Барбиано, кондотиер, граф на Копертино и Кунио и сеньор на Бишелие, Казамасима, Кастел Болонезе и др.
- Леоне (* 1406, † 1440), кондотиер в армията му; съпруг на Марсобилия, дъщеря на Корадо III Тринчи, последен господар на Фолиньо
- Джовани (* 1407, † 1451), кондотиер на армиите му, управлява владенията му в Кралство Неапол от 1432 г., губернатор на Асколи, господар на Фабриано и Терамо; съпруг на Лавиния Лавело
- Алесандро (* 1409, † 1473), господар на Пезаро, Градара и Кастелнуово, велик конетабъл на Неаполитанското кралство; съпруг на Костанца да Варано, поетеса, и на Звева да Монтефелтро, игуменка и блажена
- Орсола (* 1411, † ок. 1460), монахиня кларисинка

Освен това има пет полубратя и една полусестра от трите брака на баща си, един полубрат и една полусестра от негова извънбрачна връзка, както и двама полубратя и една полусестра от брака на майка си.

## Биография

### Ранни години
Франческо Сфорца прекарва детството си между Флоренция и двора на Ферара на Николо III д’Есте. Сред учителите му е големият хуманист Гуарино дей Гуарини, известен като „Веронезецът“. По-късно той следва баща си в Неапол, където през декември 1412 г., едва 11-годишен, е обявен за граф на Трикарико от крал Ладислав I Анжуйски и за въоръжен рицар.

### Първи брак
„Контичело“-то („графчето“, както е наречен след инвеститурата си Франческо) през 1417 г. стъпва във владение и над Графство Ариано и няколко други територии.

От 1417 г. баща му Муцио желае Франческо да бъде до него в битка. Франческо междувременно получава от новия суверен – кралица Джована II правото на първороден син, т.е. на всички наследствени придобивки. Кралицата легитимира и другите му братя и сестри. 
На 23 октомври 1418 г. в Росано той се жени за Поликсена Руфо, калабрийска благородничка от клона на Монталто и вдовица на френския рицар Жан дьо Маи, която притежава много земи, особено в Козенца. Булката носи териториите на Паола, Княжество Росано, Калимера, Какури, Монталто, Графство Поликастро и други феоди, които са поверени на управлението на Анджело Симонета, както и 20 хил. златни дуката, с които Франческо купува феодите на Бриатико и Месано. През 1420 г. Полисена умира няколко дена след 1 дъщеря им Антония Полисена, починала на 1 г. заедно с нея, навярно отровени от роднина от рода Руфо. Франческо Сфорца, след година престой в Калабрия, я напуска, за да се отдаде на служба на баща си.

### От Неапол до Милано

#### Война за наследяването на Неаполитанския престол (1419 – 1424)
През 1419 г., малко след раждането на дъщеря си, 18-годишният Франческо е повикан от баща си (по онова време на служба на папа Мартин V) да се бие в Тусция срещу Брачо да Монтоне – силен капитан-наемник, който пречи на папата за възстановяване на суверенитета му над териториите на Папската държава. Франческо, по заповед на баща си, предприема изненадваща нощна атака срещу войските на Брачо, разположени на лагер до Витербо. В объркването, въпреки намесата на опитни командири като Николо Пичинино и Анджело Тарталя, Сфорца успява да залови 562 негови рицари, включително много капитани, по-късно освободени.
Поставени директно в услуга на папата, Франческо и баща му служат в защита на трона на Неаполитанското кралство срещу Алфонсо V Арагонски – наследник, предложен от кралица Джована II Анжуйска, комуто се противопоставя Луи III Валоа-Анжуйски – кандидат на папата.
През лятото на 1421 г. Франческо отива заедно с голяма група кондотиери в Калабрия като вицекрал от името на Луи III Валоа-Анжуйски, за да покори местните господари. Суверенът дава на Сфорца феодите Ренде, Доманико, Мендичино, Каролей, Сан Фили, Арканадога и Мартурмио, за да изплати половината от огромния дълг от 200 хил. дуката, които му дължи. Франческо успява да завладее района на Козенца, но веднага щом пристига фалшивата новина, че баща му е мъртъв, почти всички кондотиери от неговото обкръжение преминават на служба на Джовани Лесера, зам. управител на Калабрия от името на Алфонсо V Арагонски. Бащата на Франческо отива в Ренде, осигурявайки на сина си 400 други рицари, с които Франческо отново покорява тези земи, като прощава на капитаните, които са го предали.

#### Война на Акуила
На 4 януари 1424 г. бащата на Франческо пристига с армията си близо до устието на река Пескара и разбира, че наемниците на Брачо да Монтоне са препречили брода. Той все пак решава да опита да премине реката и заедно със седем свои капитани (сред които и Франческо) и четиристотин мъже се подготвя да прекоси буйните води. Докато е още в средата на реката, вижда давещ се млад знаменосец и се опитва да го спаси, но е хвърлен от коня си с бронята и се удавя. Тялото му не е намерено. Скоро тъжната новина стига до Франческо, който с голям дух отново прекосява реката и, обединен с останалата част от армията, произнася реч, призовавайки войниците да му останат верни. Те го признават за нов командир на мястото на баща му, въпреки че е само на 23 години.
Франческо прекратява войната срещу арагонците в рамките на няколко месеца. Всъщност той завладява Неапол през април същата година след предателството на Якопо Калдора – военен командир на Алфонсо V Арагонски. След това води бащините си войски срещу Брачо да Монтоне, като участва в битката при Акуила на 2 юни 1424 г., последен епизод от войната на Акуила, и побеждава Брачо. С тази победа Франческо гарантира на кралица Джована II, междувременно прекъснала съюза си с Алфонсо V Арагонски и сближила се с Луи III дьо Валоа-Анжуйски, окончателния контрол над Неаполитанското кралство.

#### В служба на Папата (1424 – 1425)
След като подсигурява Южна Италия срещу арагонските амбиции, Франческо Сфорца е нает директно от папа Мартин V в борбата срещу Корадо III Тринчи, господар на Фолиньо, който, продължавайки политиката на Брачо да Монтоне, пречи на папата да възстанови властта му над териториите на Папската държава. Франческо печели победа над слабата му съпротива и връща Фолиньо в папски ръце .

### В служба на Филипо Мария Висконти (1425 – 1447)

#### Битка при Маклодио и първо изпадане в немилост (1425 – 1429)
През август 1425 г. Франческо започва да служи при херцога на Милано Филипо Мария Висконти. По онова време херцогът се бори срещу Флорентинската република и Венецианската република – двете основни италиански сили, които се опитват да му попречат да изгради отново огромната територия, създадена навремето от баща му Джан Галеацо Висконти. Франческо Бусоне да Карманьола – командир на херцогската армия, наскоро напуснал службата си при херцога поради разногласия и подтикнат от някои от неговите противници, става генерал-капитан на армията на Венецианската република. Филипо Мария се обръща към Сфорца, като му предлага освен независимостта от заповедите на лейтенанта на херцогските сили – кондотиерът и капитан на дружина Анджело дела Пергола, също и 5-годишен договор за кондотиерство, с който Сфорца първоначално се ангажира с борбата срещу Флоренция за завладяването на Форли под командването на 1500 рицари и 300 пехотинци.

#### Бунт на Бреша
Експанзионистичните намерения на Филипо Мария притесняват другите италиански владетели, които разширяват антивисконтския съюз с Генуезката република, Херцогство Ферара, Херцогство Мантуа, Сиенската република, Савойското херцогство и Сицилианското кралство. Коалицията обявява война на Миланското херцогство на 27 януари 1426 г. Филипо Мария праща армия от 5000 пехотинци и 300 рицари под командването на Николо Терци срещу генуезките бунтовници, водени от Томазо ди Кампофрегозо, но тя е разгромена в битката при Сестри Леванте, където умират 700 човека, а 1200 са пленени.
След като остават неутрални за известно време, венецианците, убедени от флорентинците, тръгват на война срещу Висконти. Това води до въстание начело с рода Авогадро в град Бреша, който подкрепя Венецианската република, като отваря вратите за войниците на Франческо Бусоне. Брешанците обаче не успяват да превземат крепостта на Бреша и укрепленията, които остават в ръцете на херцогския поручик Олдрадо да Лампуняно. Така Франческо е изпратен от херцога на Милано, за да покори града. Сфорца се събира отново с армията в Монтикиари, укрепва гарнизоните на крепостите на Бреша и ангажира Бусоне в поредица от малки сблъсъци, за да му попречи да влезе пълен контрол на града. Филипо Мария вика войските на Висконти, разположени в Романя и Тоскана, за да подкрепят Сфорца, но пристигането им е забавено от Херцога на Ферара. След като най-накрая те пристигат в района на Бреша, Сфорца се опитва да убеди гарнизоните на крепостите в Бреша да атакуват града, за да го превземат възможно най-скоро, но те не го послушват. Венецианците набързо получават все повече подкрепления както от Венето, така и от флорентинците, които изпращат армия от 4000 пехотинци и 2000 конници под командването на Николо да Толентино, което прави общо 30 хил. души срещу 23 хил. души на Сфорца. Толентино нарежда да се построи дълга и дълбока яма, която окончателно изолира крепостта от армията на Висконти. След 13 месеца обсада Антонио да Ландриано връща крепостта на венецианците.

#### Поражение при Маклодио
Година след началото на военните действия Франческо Сфорца, отслабен от военните поражения при Брешело (20 май) и унищожаването на флота на Висконти по река По (7 август), се изправя срещу лейтенанта на венецианските сили Бартоломео Колеони в битката при Маклодио на 12 октомври 1427 г.). В нея херцогските сили са победени, което принуждава Филипо Мария Висконти да се откаже от стратегическите градове Бреша и Бергамо.
Резултатът от битката вреди на отношенията между херцога и Франческо Сфорца, които така и така не са добри поради различията в характера и харизмата, с която Сфорца е надарен. В негова служба Сфорца претърпява първото си голямо поражение: изпратен в Генуа в края на 1427 г., той попада в засада и спасен само благодарение на помощта на благородничката Елиана Спинола, господарка на Ронко. Намирайки извинение, Сфорца праща Франческо с намалена надница в Мортара (населено място между реките Тичино и По) между 1428 и 1429 г. със заповед да остане там за неопределено време.

#### Други военни експедиции и Бианка Мария Висконти (1430 – 1435)

##### Експедиция срещу Лука (лято на 1430 г.)
С изтичането на договора за кондотиерство Филипо Мария освобождава Франческо Сфорца през лятото на 1430 г. Така Сфорца успява да отпътува за Лука, за да подсигури властта на Паоло Гуиниджи и да прогони профлорентинския капитан Николо Фортебрачо. Експедицията, въпреки че на пръв поглед е инициатива на Франческо, всъщност е начинание, тайно желано от Миланския херцог с цел блокирането на нарастващото флорентинско влияние в Тоскана и укрепването на съюзниците на Висконти в този регион. Въпреки че Паоло Гуиниджи е спасен чрез военната намеса на Сфорца, владетелят на Лука е свален от престола през нощта между 14 и 15 август от бунт в града.
Падането на Гуиниджи е неочаквано, тъй като военното спасение на Сфорца на теория би трябвало да успокои позицията на самия Гуиниджи, а вместо това подпомага падането му. Подозренията за преврата падат върху Миланския херцог, тъй като Филипо Мария Висконти – мизантроп и склонен към интриги се уговаря с Антонио Петручи (канцлер на Гуиниджи) да го накара да падне като господар на Лука. След това Паоло Гуиниджи е откаран в Павия във вериги като затворник и умира там две години по-късно.

##### Годеж с Бианка Мария Висконти (1431)
Връщайки се от експедицията си в Лука, Франческо се оттегля в Мирандола в очакване на нови поръчки. За да държи лидера под свой контрол (Венеция, подтиквана към война от флорентинците, се надява, че Франческо ще се постави в нейна услуга), Филипо Мария го връща начело на войските си, като побеждава заедно с Пичинино и Николо да Толентино венецианците в Кремона, и му предлага ръката на дъщеря си Бианка Мария. По онова време тя е само на почти седем години (а Франческо – на тридесет) и макар че е официално легитимирана от император Сигизмунд, е изключена от наследството на херцогството. Затова Филипо Мария използва дъщеря си като политическа пешка, за да бъде омъжена за най-силния кондотиер или политик на момента.
Франческо приема предложението, вероятно привлечен от аванса на зестрата ѝ, състоящ се от земите на Кремона, Кастелацо Бормида, Боско Маренго и Фругароло. Договорът за годеж е ратифициран на 23 февруари 1432 г. в замъка Порта Джовия – миланска резиденция на Висконти и от този момент нататък Франческо винаги се подписва с името Франческо Сфорца Висконти в опита си да подчертае връзката си с управляващата династия.

##### Експедиция в Марке
През 1433 – 1435 г. Сфорца участва в нова голяма военна кампания, този път срещу Папската държава. Всъщност Филипо Мария, който винаги е имал намерение да си върне териториите на баща си, се възползва от кризата, пред която е изправен новият папа Евгений IV (1431 – 1447 г.) поради споровете на Базелския събор, които поставят под съмнение папския абсолютизъм и самата легитимност на Евгений като папа. Сфорца се възползва от слабите папски сили и завладява само за три седмици Йези, Озимо, Фермо, Реканати, Асколи и след това Анкона, като поверява управлението на калабриеца Анджело Симонета и така заплашва останалите папски територии.
Изправен пред заплахата да загуби дори временната си власт, папата решава да признае валидността на събора, като същевременно започва отношения с император Сигизмунд Люксембургски. Благодарение на авторитетния посредник Евгений V се спасява от катастрофа, като номинира Сфорца за „вечен маркиз на Фермо, викарий за пет години на Тоди, Тосканела, Гуалдо и Риспампани, както и гонфалониер на Църквата.

#### В услуга на Антивисконтската лига (1436 – 1440)
След като по този начин Франческо получава завладените територии като феод, той се обявява за свободен от връзките на лоялност, които го обвързват с Милано, и минава на страната на враговете на Висконти. Филипо Мария Висконти смята лидера си за твърде силен и неподчиняващ се на заповедите му да прекърши венецианския папа, от когото се страхува, че ще укрепи властта на Венеция. Херцогът успява публично да го обвини във фелония, т.е. в предателство на задълженията, съществуващи между феодала и неговия васал, и напразно се опитва да го изгони от владенията си в Марке.
Докато Франческо Сфорца се намира в Санта Гонда при Сан Миниато, на 27 ноември 1436 г. той е нает от Антивисконтската лига, създадена във Флоренция, към която се присъединяват папата и Венеция. Във Флоренция Франческо установява приятелски отношения с Козимо де' Медичи. Въпреки че разполагат с един от най-добрите кондотиери на времето си, съюзниците са разединени относно военните маневри срещу Милано: Венеция възнамерява да пренесе войната в Паданската низина (където желае окончателно да завладее Бреша), докато Флоренция предпочита да обърне коалиционните сили срещу желания град Лука в Тоскана.
Вътрешните разногласия са изострени от тайните преговори на Франческо Сфорца с Филипо Мария Висконти. Херцогът чака с нетърпение да се разпадне и без това слабото дипломатическо скеле на лигата, а Сфорца му обещава, че няма да преведе войските си отвъд река По. Тази двойна игра на Сфорца е продиктувана от желанието му да не се противопоставя напълно на херцога: той му загатва, че би изоставил лигата, ако херцогът му позволи окончателно годежа с дъщеря си Бианка Мария. На 28 март 1438 г. Висконти подновява предложението за брак пред Сфорца, но впоследствие казва, че Бианка е болна и не може незабавно да се пристъпи към преговори. Това кара Франческо да се обърне отново към Антивисконтската лига и да приеме задачата да ръководи венецианските и флорентинските сили (февруари 1439 г.).

#### Помирение с херцога и брак с Бианка Мария Висконти (1441 – 1447)
През 1440 г. Сфорца, лишен от своите феоди в Неаполитанското кралство, окупирани от Алфонсо V Арагонски, трябва да се помири с Висконти. Висконти междувременно претърпява политически натиск и изнудване от Николо Пичинино и е в много лошо икономическо положение във войната срещу Венеция, чийто капитан е именно Сфорца.
Филипо Мария е окончателно принуден да даде дъщеря си Бианка Мария за жена на Сфорца с цел да има на разположение способен капитан. Като скрепване на този нов съюз на 25 октомври 1441 г. Сфорца най-накрая успява да се ожени за Бианка Мария в Кремона. Неспокойният херцог обаче продължава да не се доверява на зет си: за да се опита да елиминира този опасен роднина, Филипо Мария поръчва убийството на Еудженио Каймо (организиратора на сватбата), обсажда Кремона, която Сфорца е получил като зестра от съпругата си, и обещава на папа Евгений IV повторното завладяване на загубените територии на Марке, като успява да привлече Алфонсо V Арагонски в орбитата си (30 ноември 1442 г.)
Франческо се насочва към Южна Италия, но претърпява няколко военни обрата. След това се обръща срещу Николо Пичинино, отдавна окупирал териториите му в Романя и Марке, и го побеждава при Монтелуро на 8 ноември 1443 г. благодарение и на помощта на Венеция, и на Сигизмондо Малатеста (мъж на извънбрачната дъщеря на Франческо Полисена). Междувременно Франческо възстановява отношенията с тъста си. Херцогът иска да го унижи, но не и да го унищожи и дори му помага да се изправи срещу коалицията срещу Сфорца, която той сам е създал от Неаполитанското кралство и папата. Впоследствие Сфорца се бие и срещу сина на Николо Пичинино – Франческо, когото побеждава в битката при Монтолмо през 1444 г.

### Издигане на власт (1447 – 1450)

#### Провъзгласяване на Амброзианската република
На 13 август 1447 г. Филипо Мария Висконти умира в пълна самота в замъка си Порта Джовия в Милано. Липсата на законни наследници подтиква миланците да провъзгласят древните общински свободи, възстановени под егидата на символа на миланската общинска свобода – покровителят Свети Амвросий Медиолански. Докато в Милано е провъзгласена т. нар. Амброзианска република с подест Манфредо да Ривароло от Графовете Сан Мартино, Франческо е начело на войските си в Кремона. Новите владетели трябва да спечелят оръжията на Сфорца, за да му попречат да завладее Милано и следователно властта.
Нает от новите господари на града с доста изгодна оферта на 3 септември, Франческо между 1447 и 1448 г. е начело на нови военни експедиции срещу Република Венеция, която се опитва да се възползва от политическия хаос на новото републиканско правителство, за да завладее градовете Лоди и Пиаченца. Той успява да прогони венецианците от Пиаченца на 16 ноември, а Бартоломео Колеони (подчинен на Сфорца) успява да прогони французите от западните граници на бившето херцогство.

### Обрат

#### Споразумение от Ривотела между Сфорца и Венеция
Преломният момент настъпва на 15 септември 1448 г., когато Франческо унищожава венецианските войски в битката при Караваджо. Венеция предлага на Сфорца помощ за завладяването на Милано с договор, сключен в Ривотела на 18 октомври Венеция предлага военна помощ на Франческо (6000 коня, 2000 пехотинци със субсидия от 30 хил. флорина годишно до капитулацията на Милано), като в замяна го моли за признаването на териториите на Бергамо и Бреша. Новината за предателството на Сфорца хвърля миланските старейшини в пълен хаос (много от тях са враждебно настроени към него много преди военните му подвизи, като напр. Джорджо Лампуняно), тъй като те нямат войски, които да се придвижат срещу предателя. Така Франческо през 1449 г. успява постепенно да изолира Милано: след като покорява Новара, през лятото на 1449 г. той покорява Меленяно, Виджевано и останалите градове, все още верни на Републиката.

#### Обсада на Милано и скъсване с Венеция
На 11 септември 1449 г. Франческо Сфорца пристига точно под стените на Милано, като го лишава от водата на канала Навили.) Той се разполага на лагер с армията си извън Порта Ориентале и Порта Нуова и държи под обсада града до февруари 1450 г. Венеция сключва съюз с Амброзийската република, когато Сфорца обсажда Милано, тъй като дожът Франческо Фоскари осъзнава, че кондотиерът има твърде много власт. Вследствие на това венецианците заповядват на Амброзийската република да запази онова, което все още притежава от бившето херцогство, а на Франческо Сфорца да приеме всички завоевания, направени до този момент, което обаче той отказва.

### Херцог на Милано (1450 – 1466)

#### Вземане на властта
Капитаните на народа, за да избегнат градът да падне в ръцете на Сфорца, молят Милано да бъде под закрилата на Венеция, като така слагат край на градската автономия. На 25 февруари 1450 г. миланският народ, уморен от двусмисленото им поведение и изтощен от глада, се разбунтува, като отваря вратите на новия херцог на града. Градът е предаден на Франческо и на 3 март е съставен актът за прехвърляне на херцогската власт в ръцете му. Тази му позиция е официално потвърдена на 25 март 1450 г. сред ликуващите тълпи, благодарение и на влиянието, което кондотиерът Гаспаре да Вимеркате има върху миланците. Представителите на града предават на Сфорца властта, господството и херцогството, обединени заедно.

#### Външна политика

##### Война с Венеция

###### Съюзен фронт
Франческо не успява веднага да се наслади на плодовете на великолепното си завоевание: Венеция, която се надява да премахне от географската карта обновената и мощна ломбардска държава с условията на мира от есента на 1449 г., вместо това сега се намира пред едно обединено херцогство под скиптъра на Сфорца. Войната е неизбежна за Венецианската република, но са нужни две години преди да започнат действителните военни маневри, поради интензивната външна политика, провеждана от двете страни в подкрепа на техните претенции.
Франческо може да разчита на подкрепата на Флорентинската република, Лудовико III Гондзага, Санте Бентивольо и папа Николай V. От друга страна той трябва да се сблъска с мощна коалиция, в която освен Венецианската република влизат Маркграфство Монферат и Савойското хецогство, както и други три изключително мощни държави: Кралство Франция, Неаполитанското кралство и Свещената Римска империя. В първия случай френският крал Шарл VII подкрепя претенциите на кадетската савойска линия Валоа-Орлеан като потомци на Валентина Висконти; кралят на Неапол Алфонсо V Арагонски си набелязва Генуа и е готов да разшири контрола си над Южна Тоскана; император Фридрих III Хабсбург не възнамерява да признае Сфорца за херцог на Милано, тъй като само императорът може да дава инвеститура на някого в херцогството, така че той счита Сфорца за узурпатор.

###### Дипломация на Козимо де' Медичи
Основният поддръжник на Сфорца остава Козимо де' Медичи. Освен вече споменатите връзки на приятелство, установени през 1440-те години, и Сфорца, и Медичи могат само да спечелят от съюза между Милано и Флоренция. Козимо се опасява, че Венеция ще стане твърде силна на континента и че икономическото влияние на Банката на Медичите в миланската област ще изчезне; освен това интересите, които Венеция проявява към източните пазари, сериозно го тревожат. Антисфорцеската лига се опитва да сложи край на съюза между Флоренция и Милано, като гони флорентинските търговци от техните държави на 2 юни 1451 г. Това обаче води до обратен ефект: Козимо се сближава все повече със Сфорца, а благодарение на способностите на Медичи крал Шарл VII се отказва от претенциите на Орлеан и се помирява с Франческо (февруари 1452 г.), тъй като френският монарх разкрива загрижеността си от Алфонсо V, целещ се в Генуа.

###### Военни маневри (1452 – 1454)
След като Кралство Франция е изключено от италианските военни маневри, войната най-накрая избухва на 16 май 1452 г., когато венецианците, подкрепяни на запад от княжествата на Пиемонт, нахлуват в Миланското херцогство, пресичайки река Ада. Франческо и брат му Алесандро Сфорца успяват с променлив успех да запазят позициите си, ту отстъпвайки, ту настъпвайки срещу врага. Преломната точка настъпва на 15 август 1453 г., когато Франческо разгромява венецианците в битката при Геди, като така си връща всички територии, покорени до момента от Венеция, с изключение на Бреша, Бергамо и Крема. След обрата на хода на войната Вилхелм VIII Монфератски, за да не се окаже на милостта на миланците, сключва отделен мир със Сфорца през септември. Друг решаващ фактор за края на войната е падането на Константинопол на 29 май 1453 г. – събитие, което предизвиква тръпка на ужас у всички европейски владетели, призовани към общ мир, за да се изправят срещу заплахата от турците.

##### Мир от Лоди (1454)
Притиснати от папа Николай V, италианските държави сключват прочутия Мир от Лоди (9 април 1454 г.), подписан от Миланското херцогство, Венецианската република, Флорентинската република, Папската държава и по-късно от Неаполитанското кралство. Лигата е истински дипломатически шедьовър, който позволява на италианските държави период на мир, продължил до слизането на Шарл VIII през 1494 г., като дава началото на Италианската лига за общ мир и обща защита от чужди атаки. В края на войната Милано запазва Лоди и Павия, но губи всички притежания отвъд река Ада, т.е. Бергамо, Крема и Бреша, които окончателно преминават в ръцете на Венеция. Тази лига, тържествено провъзгласена на 25 март 1455 г., наречена също Сантисима, всъщност има за цел да започне кръстоносен поход срещу турците, придържайки се към по-ранното приканване на папа Николай V, но преди всичко към това на наследника му Пий II на Събора в Мантуа (1459 г.).

##### Десетилетие 1455– 1465 г.
Като архитект на Италианската лига Франческо Сфорца успява да стабилизира отношенията на Милано с другите владетели на полуострова, особено с Флоренция и папството, както и със стария си враг Алфонсо V Арагонски. С него Сфорца влиза в брачни преговори, насочени към укрепване на връзките между двете семейства, като омъжва дъщеря си Иполита Мария за Алфонсо, херцог на Калабрия и престолонаследник. Император Фридрих III от друга страна продължава да смята Франческо за узурпатор, тъй като е взел властта без негово съгласие. Дори и изпращането на най-големия син на Франческо Галеацо Мария във Ферара (където императорът пребивава по пътя си към Рим, където трябва да бъде коронясан) не помества решителния император от намеренията му срещу Сфорца.
Към края на управлението си Франческо променя политиката си към Франция. Заклет враг на крал Шарл VII, на 6 октомври 1460 г. чрез пълномощника си Просперо да Камоли той сключва договор с бъдещия френски крал Луи XI – престолонаследник в лоши отношения с баща си, за това Луи да се откаже от всякакви претенции към италианските земи; от своя страна Сфорца се ангажира с това да му помогне при завладяването на трона. След като се възкачва на трона през 1461 г., Луи XI първоначално не иска да се съгласи на договора с Миланския херцог, но притиснат от Енрике IV Кастилски и от борбата с могъщия си феодал Шарл Дръзки – херцог на Бургундия, суверенът решава да признае военните завоевания на Франческо Сфорца в Лигурия: Савона и Генуа през 1464 г. (Лигурия е посветена на френската корона, но въстава през 1463 г.). За да изплати дълга си към Луи XI, а също и за да го задържи като приятел и съюзник, предвид възродената френска власт, Франческо изпраща срещу Шарл Дръзки милански контингент в полза на френския монарх, воден от първородния му син Галеацо Мария.

#### Вътрешна политика

##### Реконструкция на замъка
Веднага след като става херцог на Милано, вниманието на Франческо е насочено към възстановяването на мира и стабилността в държавата. На първо място той незабавно демонстрира възстановяване на автократичното управление в продължение на това на Висконти, като започва изграждането на Замъка на Сфорците върху руините на този на Порта Джовия, разрушен след смъртта на Филипо Мария Висконти. Според историка от 18 век Пиетро Вери Сфорца използва психологическа хитрост, за да убеди миланците да реконструират омразния символ на тираничната власт, като ги убеждава, че е необходимо да се построи цитадела в града за дом на херцогската милиция и по този начин да се изправят пред нападенията на венецианците, осъзнаващи слабата им отбрана.

##### Администрация и Чико Симонета
По отношение на администрацията Сфорца създава Херцогска канцелария, като поставя начело своя личен секретар – калабриецът Чико Симонета. Той трябва да управлява сложната административна машина, която между 1450 и 1466 г. се развива чрез различни отдели, отговарящи за правосъдието, икономиката, вътрешната и външната политика. Тези отдели, поставени под контрола на длъжностните лица, служили при Филипо Мария, обаче са подчинени на Симонета като ръководител на Тайната канцелария – истински нов орган на властта на Сфорца по отношение на бюрократичния апарат на Висконти.

##### Икономическа политика
Управлението на Франческо Сфорца продължава само шестнадесет години, четири от които на участие в борбата срещу Венецианската република. Въпреки това новият херцог на Милано, благодарение на сътрудничеството на талантливи държавници, сред които изпъква Чико Симонета, предприема поредица от икономически-фискални инициативи, насочени към възстановяване на икономиката, чиито плодове са видими в годините на неговите деца Галеацо Мария и Лудовико ил Моро:
1. Миланска плутокрация и възраждане на занаятчийството: На 30 януари 1452 г.[92] херцог Франческо вика в Милано, намиращ се в дълбока социално-икономическа криза поради чумната епидемия, погубила 30 хил. души,[69][93] всички онези занаятчии, които са избягали по време на Амброзийската република и които са били необходими за възстановяването на градската икономика. Занаятчиите всъщност все още не са се върнали в Милано поради кредиторите. Осъзнавайки техния страх, Франческо обявява, че те ще бъдат защитени от евентуално потисничество.[92] В резултат на това е налице занаятчийско възраждане и Милано започва да изнася ножове, остриета и мечове, както и фини тъкани,[94] което е в състояние да съживи икономиката, изтощена от десетилетия конфликти.
2. Развитие на каналите: Те са нужни за транспорта и вътрешната търговия, основаваща се на износа на шафран, дрехи, пирони, оръжия и черница, докато металите се внасят (преди Миланското херцогство е било самодостатъчно заради металургичните полета в Бреша, но те преминават към Венецианската република).[95] Основните канали, построени от Сфорца, са: каналът между Милано и Бинаско, построен през 1457 г. от Бертола да Новате[69] и завършен през 1460 г.,[75] и каналът Матрезана от 1464 г.[69] с цел възраждане на търговския трафик между Тичино и Милано.[3]
3. Земеделска политика: Въпреки че въвеждането на черницата се радва на широка подкрепа при неговите наследници Галеацо Мария и най-вече от Лудовико ил Моро, Франческо Сфорца популяризира отглеждането ѝ, следвайки земеделската политика на своя тъст Филипо Мария Висконти,[96] като обнародва уставите на тъкачите и търговците през 1461 г.[69]
4. Микелоцо и Филарете, Портал на Банката на Медичи, 1463 г., съхранен в Музея за древно изкуство на Замъка на Сфорците в Милано. Входният портал на банката на снимката подчертава медальоните (отстрани на арката) с херцозите Франческо и Бианка Мария; той е разрушен през 19 век.Финансов съюз с Медичите: Добрите лични отношения между херцога и Козимо Медичи продължават и през следващите години: армията на Сфорца служи на Медичите, за да си осигури в случай на нужда контрола над Флоренция. В замяна на това банката на Медичите би дала парите на Франческо за реконструкцията.[97][98]
5. Благосклонност към евреите: Средствата на Медичите обаче не са необходими за възстановяването на ломбардската икономика. С мъдрост и предвидливост Франческо Сфорца предоставя защита и услуги на евреите в Миланското херцогство (извикани през 1387 г. по заповед на Джан Галеацо Висконти[97]), тъй като те се занимават с финансовата дейност и практиката на парични заеми (последното е считано за грях от Католическата църква).[99]
6. Укрепването на съседните градове: Франческо желае да гарантира, че Милано не е единственият град, произвеждащ богатството на държавата, и подобрява подчинените градове с мерки, така че те да могат да допринасят за икономиката на херцогството.[100]

##### Ка Гранда и други архитектурни постижения
Франческо, в сътрудничество със съпругата си Бианка Мария, възнамерява да възроди моралните и материалните условия на своите поданици след десетилетия на разруха. След реконструкцията на замъка херцогската двойка се концентрира върху създаването на едно голямо дело на филантропията: Ка Гранда – първата голяма ломбардска държавна болница, която през 21 век е седалище на Миланския университет. Построена по заповед на архиепископа на Милано и брат на Франческо Габриеле Сфорца, болницата е построена по проект на флорентинския архитект и хуманист Филарете, който е на служба при херцога като негов херцогски архитект. Сградата, чиито строителни работи започват на 12 април 1456 г., е построена според хармоничния вкус, характерен за Флорентинския ренесанс, и работата е продължена първо от Гуинифорте Солари, а след това от зет му Джовани Антонио Амадео – и двамата ломбардски художници, които придават на сградата този ломбардски вкус, дължащ се на използването на теракота.
Болницата не само е модел за благотворителност, но и за предвидливост: адекватни канализационни системи, разделяне на болните на отделения, внимание към чистотата и параклис, използван за меса, което прави Ка Гранда напреднала болница по отношение на хигиенно-санитарните условия.
В допълнение към нея херцогската двойка се концентрира и върху религиозните сгради: в чест на архиепископ Габриеле (починал през 1457 г.) е завършена и декорирана църквата Санта Мария Инкороната благодарение на Джовани и Гуинифорте Солари. Тя е прибавена към манастира, където прелатът е живял като августински монах и където е бил погребан по време на ранната си смърт само на 34 години. До църквата Бианка Мария кара да построят друга култова сграда, посветена на Свети Никола Толентински. И накрая, друга важна заслуга на Франческо Сфорца е продължаването на строежа на Павийския чертог, поверен първо на Солари, а между 1464 и 1466 г. – на Кристофоро Мантегаца.
В Кремона, в чест на брака им, херцозите възлагат реконструкцията в ренесансов стил на манастира Сан Сигизмондо. За да украсят Катедралата в Кремона, те поръчват две свои мраморни статуи от Карара в цял ръст. Статуите, откраднати като военна плячка от венецианците, се съхраняват в Градския музей на Виченца.

##### Културна политика

###### Покровител на хуманистите
Франческо, получил образование във Ферара, не успява да го продължи поради военните си начинания и по този начин да достигне нивата на Леонело д’Есте и на Козимо Медичи. Въпреки това, подобно на Алфонсо V Арагонски, Сфорца разбира значението на културата като instrumentum regni, като благоприятства създаването на култура, посветена на възхваляването на властта му. В тази връзка, освен че покровителства художници като Дзането Бугато и Бонифачо Бембо и братя, Франческо вика в своя двор големи учени и интелектуалци от хуманистичното движение, сред които по важност се открояват:
- Хуманистът и педагогът Гуинифорте Барцица, бивш професор по морална философия в Павийския университет,[115] нает за наставник на най-големия син на Франческо – Галеацо Мария и на многообещаващата му дъщеря Иполита Мария, длъжност, която Барцица заема до смъртта си през 1463 г.[116]
- Константин Ласкарис, учен, избягал от падането на Константинопол (1453 г.), нает от Франческо Сфорца със задачата да обучава децата му на гръцки език. На Иполита Мария Ласкарис посвещава сборника с гръцка граматика Erotèmata.[117]
- Франческо Филелфо остава през по-голямата част от живота си в Милано на служба при Франческо Сфорца, чийто пропагандатор на хуманистичната културна политик е.Франческо Филелфо, важен латинист и грецист, емблема на придворния хуманизъм на Франческо Сфорца, за когото пише незавършената епична-политическа поема Sphortias,[118] която трябва да възхвали живота на Франческо Сфорца.[119] Въпреки че е куртоазна творба, Филелфо се опитва да идентифицира устните и писмени източници, които би трябвало да придадат достойнство на работата му в опита си да създаде перфектната фигура на принцепса. Създадена по модела на Pius Aeneas, Франческо Сфорца е характеризиран с clementia – основен елемент на политическите трактати от 15 век.[120]
- Пиер Кандидо Дечембрио, деятел на Амброзийската република, който си връща благосклонноста на Сфорца в началото на 1460-те години. Вследствие на Филелфо – негов ожесточен политически и културен враг той пише „Житие на Франческо Сфорца“, което обаче звучи много по-изкуствено от онова, посветено на Филипо Мария Висконти преди години.[121]
- Антонио Аверлино, по-известен с псевдонима Филарете, запомнен с теоретичния принос, който дава за развитието на ренесансовата архитектура чрез изготвянето на едноименния си трактат. Във „Филарете“, съставен под формата на диалог между самия него (под фалшивото име Онитона), Франческо Сфорца и Галеацо Мария, Филарете описва кой за него би бил идеалният град. Този град, който трябва да бъде построен в знак на почит и благодарност към херцогското семейство, трябва да се нарича Сфорцинда, но мястото така и не вижда бял свят поради силните разногласия между Филарете и херцог Франческо към края на управлението му.[122]

###### Параклис „Портинари“
Построен до базиликата Сант Еусторджио в Милано, където се е намирал друг параклис, Параклис „Портинари“ е построен по заповед на директора на Банката на Медичите Пиджело Портинари като семеен мавзолей и знак на преданост към фигурата на Свети Петър от Верона. Започнат през 1462 г., параклисът е завършен през 1468 г., когато умира Портинари. Ценен архитектурен паметник, в който ломбардската теракота е смесена с архитектурните нововъведения на Филипо Брунелески (отнасящи се до структурата на параклиса на Старата сакристия във флорентинската базилика „Сан Лоренцо“), параклисът е украсен със стенописи от Винченцо Фопа и по този начин е първият плах опит да се привнесат флорентинските архитектурни новости в района на Ломбардия.

###### Празници на идентичността
Празниците на идентичността са живописни представления, целящи консолидиране на общностната идентичност на даден град около конкретно събитие. В случая с Милано първо херцозите Висконти и по-късно Сфорца търсят идеологически модели, за да затвърдят величествената си позиция в град, който въпреки събитията все още има голямо съзнание за комуна. Поради тази причина различните празници за идентичност на Сфорца следват бургундския княжески модел, за да подчертаят ранга на Сфорца в йерархията. С установяването на режима на Сфорца основният изпълнител на тази културна и идеологическа политика е, поне при Франческо, секретарят му Чико Симонета. През 1457 г., от името на квартал Порта Комазина, към който принадлежи, Симонета поставя сцена пред Дуомо-то, където се представят случките на Христос в трите отвъдни царства, и на това представление присъства и херцогската двойка.
Други примери за празници на идентичността, използвани за политически цели при управлението на Франческо, са този през 1453 г., когато е представен спектакъл с фигурата на Кориолан, докато херцогът е ангажиран с борбата си с венецианците, и този през 1458 г., озаглавен „Демонстрация на овакантената църква“ (този път от общността, живееща около Порта Верчелина), в който става въпрос за избора за върховен папа на Пий II – дългогодишен приятел на Франческо Сфорца, в младостта си покровител на базиликата Сан Лоренцо в Милано.

### Последни години и смърт
От началото на 1460-те години здравето на херцога започва да се разклаща: през декември 1461 г. той има пристъп както наподагра, така и на воднянка, от която страда хронично от известно време. Обострянето е такова, че се той страхува за живота си, но още в средата на януари 1462 г. лекарите го обявяват за спасен. Въпреки това Франческо така и не се възстановява напълно от кризата от онези години. В допълнение към тези си здравословни проблеми той е обезпокоен от смъртта на своя приятел Козимо де Медичи на 1 август 1464 г. и на папа Пий II на 15 август – две ключови фигури за поддържане на баланса в Италианската лига.
Франческо Сфорца умира на 65-годишна възраст на 8 март 1466 г. в двора на Градската асамблеа (arengo) само след два дена след боледуване от голям пристъп на воднянка, докато синът му Галеацо Мария все още е във Франция на служба при крал Луи XI. В продължение на три дена поданиците отдават почит на тялото на херцога. След това Франческо Сфорца е преместен в Миланската катедралата, където останките му са погребани.
През 16 век гробът му е премахнат по заповед на кардинал Карло Боромео и впоследствие останките му са разпръснати.

## Памет
Предизвикващ възхита, докато е жив, и възхваляван от Джовани Симонета в неговия Rerum gestarum Francisci Sfortiae, смъртта на Франческо Сфорца е оплакана навсякъде поради доброто управление, което оставя след себе си, давайки мир и просперитет на разкъсаното ломбардско владение. Пиетро Вери, позовавайки се на свидетелствата на историка от 15 – 16 век Бернардино Корио и на Чико Симонета, описва Франческо Сфорца като съвършен, мъдър и проницателен княз и човек:
| „ | Хуманен и милостив бе винаги този велик човек: готов да се разгневи, той скоро се сдържаше, тъй като това е нравът на щедрия; и онзи, комуто бе сторил зло с думи или по друг начин, не трябваше да иска нищо, понеже добрият принц спонтанно го компенсираше с облаги. Той не харесваше хвалбците и знаеше, че това е съблазнителната маска, с която порокът коварно се приближава към трона. Нямаше по-сигурно нещо от вярата и словото на Франческо. | “ |
| Pietro Verri, Storia di Milano, a cura di Barone Custodi, vol. 3, Capolago, Tipografia Elvetica, 1837 [1783] | |   |

Паметта му е все още жива в началото на 16 век, когато Макиавели го взима като модел за княз, завладял властта със своята добродетел (за разлика от Чезаре Борджия, който успява благодарение на късмета) в своя труд De Principatibus (на български със заглавие „Владетелят“):
| „                    | Франческо стана дук на Милано от обикновен гражданин, благодарение на големия си ум и извънредната си смелост и успя да запази без особени усилия това, което придоби с толкова трудности. | “ |
| (Machiavelli, p. 20) | |   |

През следващите векове екстравагантни и величествени фигури като Лоренцо Великолепни и Изабела д'Есте или двусмислени и жестоки като Чезаре Борджия хвърлят сянка върху фигурата на този велик кондотиер и мъдър държавник, чиято заслуга е придаването на енергия на прагматичното възстановяване на държавата и херцогската власт, и полагането на основите на семейната власт в следващите поколения.
През 19 век ломбардският историк Чезаре Канто в своята „История на Милано“ бързо припомня наследяването на херцогски личности на миланския трон, сред които се откроява Франческо Сфорца с важността и доброто му управление. Въпреки че превзема Милано заради глада през 1450 г., „Франческо преобърна всяко дело, за да накара хората да забравят насилствения произход на неговото господство и да помири народите с този начин, който е единствено валиден, за да им бъде от полза“ и заради вътрешната и външната му политика, насочени към поддържане на мира, Канту не се поколебава да го определи като един от най-добрите князе.

## Брак и потомство
Франческо Сфорца се жени три пъти:
1. ∞ 19 октомври 1418 в Неапол като втори съпруг за Поликсена Руфо (* 1400; † 17 юли 1420, Кариати), 1-ва принцеса на Росано и графиня на Кориляно и Монталто, дъщеря на Карло II Руфо, граф на Синополи и Монталто, и съпругата му Чекарела Сансеверино. От нея има една дъщеря:
- Антония Полисена Сфорца (* 1419, † 1420 с майка си,[144] вероятно отровени[145] от един от чичовците).

2. ∞ април 1424 за Мария Джулия Калдора (* сл. 1400; † 1481, Мелфи), чрез брак херцогиня на Мелфи и Веноза, графиня на Авелино, баронеса на Фридженто и господарка на Леонеса и Сан Феле, дъщеря на кондотиера Якопо (Джакомо) Калдора. Бракът е анулиран от папа Мартин V в края на 1430 г. по волята на Франческо. Нямат деца.
3. ∞ 23 февруари 1432 (годеж), 25 октомври 1441 в църквата „Сан Сиджизмондо“ в Кремона за Бианка Мария Висконти (* 31 март 1425, замъка на Сетимо Павезе; † 23 октомври 1468, Меленяно), узаконена дъщеря и единствена наследница на Филипо Мария Висконти, херцог на Милано, и на метресата му Аниезе дел Майно. Носи като зестра на Франчесо Понтремоли и Кремона, и обещанието да стане наследник на Миланското херцогство. Имат шест сина и две дъщери:
- Галеацо Мария Сфорца (* 24 януари 1444, Фермо; † 26 декември 1476, Милано), 5-и херцог на Милано (1466 – 1476); ∞ 6 юли 1468 за Бона Савойска (* 10 август 1449, замъка в Авиляна; † 17 ноември 1503, Фосано), от която има двама сина и две дъщери. От метресата си Лукреция Ландриани има двама сина и две дъщери, а от метресата си Лучия Марлиани – двама сина.
- Иполита Мария Сфорца (* 18 април 1445, Пезаро или Йези; † 19 август 1488, Неапол), чрез брак херцогиня на Калабрия, ∞ 10 октомври 1465 в Милано за Алфонсо II Арагонски, крал на Неапол (* 4 ноември 1448, Неапол; † 19 ноември 1495, Месина), от когото има двама сина и една дъщеря
- Филипо Мария Сфорца (* 22 декември 1449, Павия; † 1 октомври 1492, Милано), граф на Корсика и на Павия, граф на Бари, ∞ за първата си братовчедка Констанца Сфорца († сл. 21 май 1497), дъщеря на Бозио I Сфорца, от която има една дъщеря
- Сфорца Мария Сфорца (* 18 август 1451, Виджевано; † 28 юли 1479, Варезе Лигуре), херцог на Бари
- Лудовико Мария Сфорца Мавъра (* 27 юли 1451, Виджевано или 3 август 1452, Милано; † 1508, Замък Лош), 7-и херцог на Милано (1494 – 1499), ∞ 17 януари 1491 г. в Павия за Беатриче д’Есте (* 29 юни 1475, Ферара; † 2 януари 1497, Милано), дъщеря на Ерколе I д’Есте и съпругата му Елеонора Арагонска, от която има двама сина; има и осем извънбрачни деца, някои от които – припознати.
- Асканио Мария Сфорца (* 3 март 1455, Кремона; † 28 май 1505, Рим), епископ на Павия, кардинал (от 1484 г.)
- Елизабета Мария Сфорца (* 10 юни 1456, Асти; † 1 септември 1472, Казале), чрез брак маркграфиня на Монферат, ∞18 юли 1469 за Вилхелм VIII, маркграф на Монтферат († 1483), от когото има две дъщери
- Отавиано Мария Сфорца (* 30 април 1458, Асти или Милано; † 25 май 1477, Риволта, удавен), граф на Лугано (1477).

Според някои източници има от Бианка още две деца, починали скоро след раждане: Карло Сфорца и дъщеря. Вероятно едното може да бъде поставено между Иполита и Филипо, а другото – между Лудовико и Асканио.
Франческо I има неопределен брой извънбрачни деца (историците потвърждават 35). На 16 октомври 1448 г. папа Николай V узаконява всичките му извънбрачни деца.
От неизвестна жена от Милано има един син:
- Тристано Сфорца (* юли 1422, Милано; † 11 юли 1477, Милано),[157] господар на Саличето, Ночето и Лузураско (инвеститура 30 август 1466) ∞ като втори съпруг за Беатриче д'Есте (* 1427, † 1497), извънбрачна и припозната дъщеря на Николо III д’Есте, маркграф на Ферара, Модена и Реджо нел'Емилия, от която има една дъщеря.

От жена от Акуила има една дъщеря:
- ... Сфорца

От неизвестни жени има двама сина и девет дъщери:
- Изота Сфорца (* 1427, Акуапенденте; † 1481[60] или 1485/87, Милано[158]), ∞ 1. 9 април 1439 за Андреа Матео I Акуавива, 4-ти херцог на Атри 2. за кондотиера Джовани Маурици да Толентино († 1470) на служба на миланските херцози, граф на Страчола и син на Николò Маурици да Толентино, от когото няма деца[158][159]
- Леонардо Сфорца
- Изолеа Сфорца
- Лучия Сфорца († сл. 1474), монахиня
- Тадеа Сфорца
- Клара Сфорца
- Антония Сфорца (* 1448, Лоди; † 1516, Кремона), с името Бона Франческа игуменка на манастира „Сант Агостино“ (вероятно в Милано)
- Гризелда Сфорца (* 1452, Милано; † 1501, Милано)
- Фиорделиза Мария Сфорца (* 1453, Кремона; † 1522 или 1529, Милано), ∞ 1473 за наемника Гуидачо Манфреди (Гуидантонио Манфреди, Гуидантонио да Фаенца) († ок. 1499), венециански патриций, господар на Фаенца, Банякавало, Маса Ломбарда, Имола, Руси, Модиляна, Довадола, Риоло Терме, син на Тадео Манфреди – господар на Имола.
- Беатриче Сфорца (* 1455, Милано; † 1493, Павия)
- Отавиано Сфорца (* 1461, Милано; † 1513, Флоренция)
- Елиза Сфорца

От благородничка има син и дъщеря:
- Паоло Сфорца (* 1454)
- Бианка Франческа Сфорца (неизв.), игуменка на манастира „Санта Моника“ в Кремона

От Перпетуа ди Варезе (придворна дама на жена му, която кара да я убият) има един син:
- Полидоро Сфорца (* 1442 или 1445, Анкона; † 9 март 1475, Милано), ∞ за Антония Маласпина († сл. 1466), извънбрачна узаконена дъщеря на Спинета Маласпина, маркиз на Верукола, от която има един син.

От Елизабета да Прато има един син:
- Джулио Сфорца (* 1467, Милано; † 1495, Милано), абат на Санта Мария дела Скала в Милано, ∞ за Маргерита Граси, дъщеря на Томазо Граси, милански патриций, от която има един син

От Бриджида Каими (роднина на близките му сътрудници) има един син:
- Джан/Джовани Мария Сфорца (* 1461, Милано; † 1510 или 1513, Павия или 1520), архиепископ на Генуа (от 1498)

От селянката Мадалена ди Брандизио, която изнасилва, има една дъщеря:
- Катерина Сфорца († 1455)

От неизвестна жена има двама сина:
- Бартоломео Сфорца
- Антонио Сфорца

От Джована д'Акуапенденте († 15 век) – негова официална любовница между смъртта на първата му съпруга и брака му с Бианка Мария Висконти, има двама сина и три дъщери:
- Поликсена Сфорца († като малка)
- Поликсена Сфорца (* 1428, Фермо; † юни 1449, Римини, убита по заповед на съпруга си или от чума), ∞ 29 април 1442 или 23 март 1443 за Сиджизмондо Пандолфо I Малатеста (* 19 юни 1417, Бреша; † 9 октомври 1468, Римини), господар на Римини и Фано (от 1432), от когото има син и дъщеря
- Сфорца Сфорца (* 1429, Мортара; † 1430)
- Сфорца Секондо Сфорца (* 1435, Гротамаре; † 1491/1493, Неапол), първи граф на Боргоново (от 1451), генерален губернатор на Парма (през 1483), губернатор на Пиаченца (през 1484), ∞ 1451 за Антония Дал Верме († 19 септември 1487, Боргоново), от която има една дъщеря; има и 5 извънбрачни деца (3 припознати сина и 2 дъщери);
- Друзиана Сфорца (* 30 септември 1437, Фалконара или Анталдо; † 29 юни 1474, Падуа или Сулмона), ∞ 1. 1447 за Джано Фрегозо (* 1405, Генуа; † 16 декември 1448, Генуа), 24-ти дож на Генуезката република, бездетна 2. 12 август 1464 в Милано за кондотиера граф Якопо Пичинино (* 1423, Перуджа; † юли 1465, Неапол), маркиз на Боргоново Вал Тидоне, Рипалда,[162] Борго Вал ди Таро и Сомаля, граф на Пелегрино Парменсе, Венафро и Компиано, господар на Кастелвисконти, Кастел'Аркуато, Фиоренцуола д'Ада, Кандия Ломелина, Вилата, Фругароло, Соляно и Сулмона, от когото има един син.

След брака му с Бианка Мария Висконти извънбрачните му деца (с изключение на Полидоро) са взети под крилото ѝ.
- Галеацо Мария, син и наследник
- Иполита
- Лудовико „Мавърът“
- Асканио Мария
- Отавиано Мария
- Сфорца Секондо